# 츠치야 시온
츠치야 시온(일본어: 土屋 シオン, 1992년 8월 7일 ~ )은 일본의 배우이다.

## 내력
2002년경 기린프로 소속으로 아역 배우로 활동했으며, 2010년에 와타나베 엔터테인먼트로 이적, 2011년부터 동 소속사의 D2멤버로 소속되어있었으나 D2가 선배그룹 D-BOYS로 편입되면서 D-BOYS로서 활발하게 활동중이다. 아역 배우로 활동했었기에, 나이에 비해 굉장히 출연작이 많은 편이다.

## 출연작

### TV 드라마
- 2011년 ~ 2012년 가면라이더 포제 - 제이크 역

## 영화
- 가면라이더X가면라이더 포제&오즈 MOVIE 대전 MEGAMAX - 제이크 역
- 가면라이더X가면라이더 위자드&포제 MOVIE 대전 얼티메이텀 - 제이크 역